# Мачадо, Мэнни
Мануэль Артуро Мачадо (англ. Manuel Arturo Machado, 6 июля 1992, Хайалиа) — американский и доминиканский бейсболист, инфилдер клуба Главной лиги бейсбола «Сан-Диего Падрес». Третий номер драфта МЛБ 2010 года. Двукратный обладатель Золотой перчатки, вручаемой лучшим игрокам лиги на каждой позиции за их действия в защите. Четырёхкратный участник Матча всех звёзд лиги. Известен своей недисциплинированностью, на протяжении карьеры неоднократно удалялся с поля за драки и провокации.

## Карьера

### Младшие лиги
В 2010 году Мачадо закончил старшую школу и поступил в Международный университет Флориды, где также играл в бейсбол. В июне он был выбран на драфте под общим третьим номером клубом «Балтимор Ориолс» и подписал контракт на сумму 5 млн 250 тысяч долларов. В сентябре, во время серии против «Нью-Йорк Янкис», Мачадо официально был представлен в качестве игрока команды. Ранее, 27 августа, он дебютировал в профессиональном бейсболе, выйдя на поле в составе дочерней команды «Ориолс» в Лиге Галф-Кост. 30 августа Мачадо провёл первую игру в составе «Абердин Айрон Бердс». Сезон 2011 года он провёл в составе команд «Делмарва Шорбердс» и «Фредерик Киз». В 2012 году принял участие в Матче всех звёзд будущего.

### Балтимор Ориолс
9 августа 2012 года «Ориолс» впервые вызвали Мачадо в основной состав команды и он дебютировал в МЛБ в игре с «Канзас-Сити Роялс». На следующий день, 10 августа, в игре с «Роялс» Мэнни выбил два хоум-рана, став самым молодым автором такого достижения в истории «Балтимора». По итогам регулярного чемпионата «Ориолс» вышли в плей-офф. В третьей игре дивизионной серии против «Нью-Йорк Янкис» Мачадо выбил свой первый хоум-ран в играх на вылет. Всего в дебютном для сезона в МЛБ он сыграл в 51-й игре, отбивая с показателем 26,2 % и сделав 8 даблов, 3 трипла и 7 хоум-ранов.
Весной 2013 года Мачадо превзошёл достижение Тая Кобба, сделавшего не менее двух хитов в сорока играх до достижения 21-летнего возраста. К концу мая он был лидером МЛБ по числу даблов (25) и делил первое место по числу хитов с обладателем титула MVP Американской лиги Мигелем Кабрерой. Двадцать седьмого июня его впервые в карьере удалили с поля за недисциплинированное поведение. 23 сентября Мачадо получил травму колена в игре с «Тампой». Из-за повреждения он пропустил остаток сезона и 10 октября перенёс операцию с целью снижения риска рецидива. Двадцать девятого октября Мэнни был назван обладателем Золотой перчатки на позиции игрока третьей базы — первым обладателем награды в составе «Ориолс» со времён выступлений за клуб Брукса Робинсона (1960—1975).
29 апреля 2014 года Мачадо был исключён из списка травмированных и 1 мая вышел на поле в игре с «Питтсбург Пайрэтс». 1 июня в игре с «Хьюстоном» он выбил свой первый гранд-слэм-хоум-ран. Седьмого июня в игре с «Атлетикс» игровой инцидент между Мачадо и Джошем Дональдсоном стал причиной массовой драки. На следующий день, в матче этих же соперников, Мэнни ударил битой кэтчера «Окленда» Дерека Норриса, а затем бросил биту в сторону питчера соперника Фернандо Абада, посчитав что тот умышленно подаёт мяч близко к нему. В результате Мачадо и Абад были удалены с поля. Впоследствии Мэнни был дисквалифицирован лигой на пять матчей. Одиннадцатого августа в игре с «Янкис» он получил травму правого колена, потребовавшую хирургического вмешательства, и пропустил оставшуюся часть сезона.
К началу чемпионата 2015 года Мачадо восстановился после операции. Восемнадцатого июня он выбил четырнадцатый хоум-ран в сезоне, повторив личный рекорд, установленный в 2013 году. В июле Мэнни получил приглашение на Матч всех звёзд, а также принял участие в «Хоум-ран Дерби». По итогам регулярного чемпионата он стал единственным игроком Лиги, сыгравшим в 162-х матчах первенства. В голосовании, определявшем самого ценного игрока Американской лиги, Мачадо занял четвёртое место. Также он получил свою вторую Золотую перчатку.
Сезон 2016 года Мэнни начал с рекордной для себя результативной серии из шестнадцати игр с хитами. По ходу этих матчей он отбивал с показателем 39,7 %, выбив шесть хоум-ранов. Двадцать восьмого апреля Мачадо выбил свой второй гранд-слэм в карьере и по итогам месяца был признан лучшим игроком в Американской лиге. Седьмого июня он подрался с питчером «Канзас-Сити Роялс» Йордано Вентурой после того как поданный мяч попал Мачадо в спину. Обоих игроков удалили с поля, Мачадо впоследствии был дисквалифицирован на четыре игры. 7 августа в игре с «Чикаго Уайт Сокс» Мэнни выбил по хоум-рану в первых трёх иннингах, повторив достижение Карла Рейнольдса, установленное в 1930 году. 26 августа он выбил свои 30-й и 31-й хоум-раны в сезоне, став третьим игроком «Ориолс» после Марка Трамбо и Криса Дэвиса, преодолевшим отметку в 30 хоум-ранов в 2016 году. Тридцатого августа Мачадо выбил сотый хоум-ран в своей карьере, став самым молодым игроком в истории «Ориолс», добившимся такого результата (в 24 года и 55 дней).
Тринадцатого января 2017 года по результатам арбитража Мачадо заключил новый контракт с «Ориолс» на сумму 11,5 млн долларов. Двадцать первого апреля, во время игры с «Бостоном», Мэнни во время бега к базе ударил по ноге Дастина Педрою, в результате чего тот получил повреждение. Мачадо отрицал, что сделал это умышленно, и после игры принёс извинения игроку «Ред Сокс». Двумя днями позже, в следующей игре между «Бостоном» и «Балтимором», питчер «Ред Сокс» Эдуардо Родригес несколько раз бросал мяч в область колен Мачадо. После этого реливер «Сокс» Мэтт Барнс едва не попал мячом в голову Мэнни. Барнс был удалён с поля и позднее дисквалифицирован на четыре матча. По итогам августа 2017 года Мачадо был признан лучшим игроком месяца Американской лиги. После завершения регулярного чемпионата он также занял второе место в голосовании, определявшем обладателей Золотой перчатки, уступив игроку «Тампы» Эвану Лонгории. Также в 2017 году Мачадо в составе сборной Доминиканской Республики принял участие в матчах Мировой бейсбольной классики.
В июле 2018 года Мачадо принял участие в четвёртом для себя Матче всех звёзд, а сразу после него был обменян в «Лос-Анджелес Доджерс», которым требовалась замена травмированному Кори Сигеру. В составе «Доджерс» он провёл вторую часть сезона, отбивая с показателем 27,3 %, выбив 13 хоум-ранов и набрав 42 RBI. Общий показатель отбивания Мачадо в 2018 году составил 29,7 %, что стало лучшим результатом в его карьере. После окончания сезона он получил статус свободного агента. В феврале 2019 года Мэнни подписал контракт с «Сан-Диего Падрес». Соглашение рассчитано на десять лет, общая сумма сделки составила 300 млн долларов.

### Сан-Диего Падрес
Дебютный сезон в составе «Падрес» Мачадо провёл неудачно. Его показатель отбивания составил 25,4 %, что ниже его среднего значения в течение карьеры. Также вдвое снизился показатель полезности WAR, хотя с результатом 3,1 он стал вторым игроком команды после Фернандо Татиса.